# Leif "Loket" Olsson
Leif Oskar "Loket" Olsson, född 12 juli 1942 i Örgryte i Göteborg, död 30 januari 2025 i Göteborg, var en svensk programledare i TV, sportjournalist, radioprofil, dansbandssångare, konferencier och domare i handboll. Han är mest känd för sin tidigare roll som programledare för Bingolotto 1989–1999 samt 2004. Han var 1993 den förste som belönades med utmärkelsen Årets göteborgare.

## Biografi
Tillsammans med några kompisar bildade Olsson, som då bodde på Pärlstickaregatan i Lunden, Pärlans IK. Snart därefter deltog han i GP-pucken i ishockey.

### Handbollsdomare och sportchef
Som handbollsdomare var Olsson bland annat med om att döma semifinalen i olympiska handbollsturneringen 1972 i München. Tillsammans med Hans Carlsson dömde han också bronsmatchen i samma turnering. Olsson var även domare i bronsmatchen i handboll i Europacupfinalen 1976 samt dömt i både dam-VM och herr-VM. Han var ordförande i Göteborgs Handbollförbund i fyra år samt ledamot i Svenska Handbollförbundets styrelse i sex år och ordförande i domarkommittén där. Han har även varit verksam vid SR Göteborg, dels som sportchef, dels som programledare för morgonprogrammet Ringlinjen.

### Radio Ringlinjen
Olsson fick sitt nationella genombrott som programledare för radioprogrammet Radio Ringlinjen som sändes fredagskvällar klockan 22.00–00.00 i slutet av 1970-talet. Radioprogrammet blev så populärt att det sedan sändes fem dagar i veckan. Olsson hade då ett speciellt ämne som han talade om i programmet, olika för varje program, och lät sedan lyssnare ringa in och tala med honom. Programmet sändes i Sveriges Radio mellan 1978 och 1991.

### Bingolotto

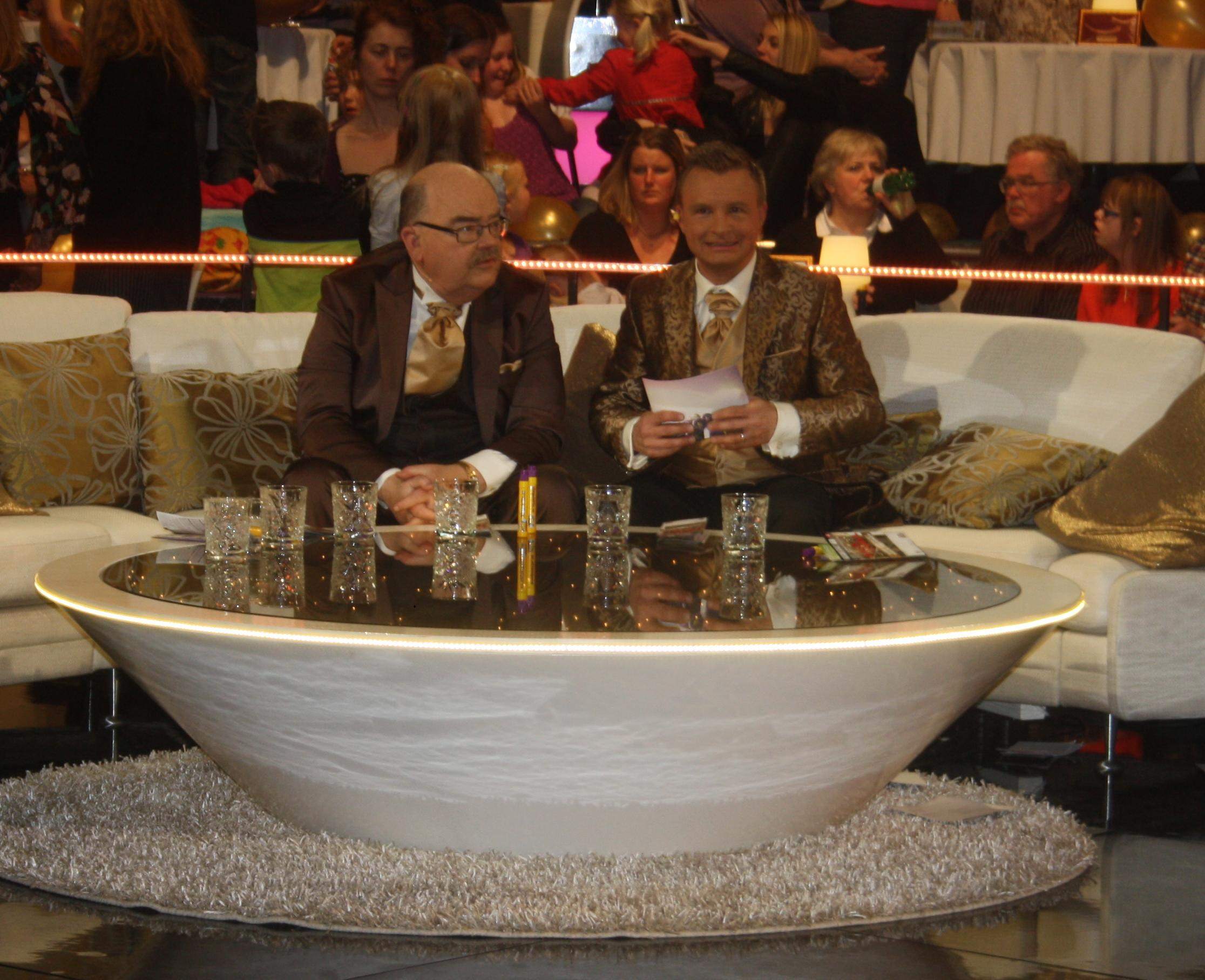
Olsson tillsammans med Jan Bylund i Bingolotto-studion 2012.

Olsson blev framför allt känd som programledare för spel-, lotteri- och underhållningsprogrammet Bingolotto, som han var med och skapade samt var programledare för från premiären 1989 fram till att Lasse Kronér tog över 1999. Olsson fortsatte i lokal-TV till 2000. Som programledare för Bingolotto blev Olsson populär hos tittarna och lockade en mångmiljonpublik till varje avsnitt. Juluppesittarkvällen den 23 december 1995 lockade Olsson 3 145 000 tittare. Efter hans avgång blev inte programmet lika populärt längre, och han återvände i några avsnitt som gästprogramledare under 2004. Han gjorde även ett inhopp som programledare för hela programmet den 20 september 2015. Efter att han slutade som programledare 1999 fick han en livstidsprenumeration på fem lotter i veckan. Senare var han verksam som konferencier vid olika evenemang, såsom Sylvesterloppet, dans på Flunsåsparken, Kungshamn-Smögen-varvet, Nordstadssvängen samt travtävlingar med flera.
År 1992 belönades Olsson med Lennart Hylandpriset som "Årets mest populära TV-personlighet" för sin insats i Bingolotto. Olsson var en god vän med sångaren Alf Robertson och lät honom uppträda flera gånger i programmet under 1990-talet. Både Hyland och Lars-Gunnar Björklund var stora förebilder som kommentatorer för Olsson.

### Övrig TV- och filmmedverkan
Inför valet 1998 gjorde Olsson TV4:s partiledarintervjuer. Efter Bingolotto var Olsson programledare för Svenska Idrottsgalan i Sveriges Television tre år i rad, 2000, 2001 och 2002 tillsammans med Kristin Kaspersen. Olsson prisades för sitt framträdande som programledare för Svenska Idrottsgalan, och återvände till TV4 2002 då han, tillsammans med Unni Jerndal, ledde TV-programmet Deklarera med Loket och Unni som handlade om privatekonomi. Olsson medverkade även som sig själv i premiäravsnittet av TV4-såpoperan Tre Kronor, där han är auktionsutropare vid Hans Wästbergs basar.
Olsson gjorde ett framträdande tillsammans med Kristin Kaspersen på Svenska Idrottsgalan i januari 2012, där han medverkade som prisutdelare.
Olsson medverkade som sig själv i flera svenska långfilmer, till exempel i Lorry-gängets komedifilm Yrrol - en kolossalt genomtänkt film (1994) och i Måns Herngrens och Hannes Holms långfilmskomedi En på miljonen (1995). År 1993 var han gäst i Stefan & Kristers TV-show Roliga timmen mä Stefan & Krister, där han parodierade sig själv då han var komisk sportkommentator till en lång rad låtsassporter. Han glimtar också förbi i Madonnas musikvideo "Ray of Light".

### Musik
Olsson har tolkat dansbandsmusik och gav ut flera skivor under 1990-talet. Bland annat spelade han in den komiska julsången "Vart tog jultomten vägen?" och "En riktig god jul" med Harald Treutiger. Dansbandsskivorna Lokets favoriter sålde i över 250 000 exemplar.

## Smeknamnet Loket
Olsson var god vän med Ingvar Oldsberg, som han lärde känna när de arbetade tillsammans på Radiosporten under 1970-talet. Oldsberg var också den som låg bakom smeknamnet "Loket". När de båda arbetade på radiosporten, lämnade Oldsberg vid ett tillfälle över ordet till Olsson, som var på Ryavallen i Borås för att referera en match med IF Elfsborg. I IF Elfsborg fanns vid tillfället en spelare som hette Leif Olsson och kallades "Loket". Oldsberg sade skämtsamt: "Och hur går det för Leif 'Loket' Olsson på Ryavallen? Över till vår egen 'Loket', Leif Olsson!" Därefter var "Loket" även Olssons smeknamn.